# Dominique Nouvellet
Pour les articles homonymes, voir Nouvellet.
 (décembre 2023).
Si vous disposez d'ouvrages ou d'articles de référence ou si vous connaissez des sites web de qualité traitant du thème abordé ici, merci de compléter l'article en donnant les références utiles à sa vérifiabilité et en les liant à la section « Notes et références ».
Vous pouvez aider à l'améliorer ou bien discuter des problèmes sur sa page de discussion.
- Certaines informations devraient être mieux reliées aux sources mentionnées dans la bibliographie ou les liens externes. Améliorez sa vérifiabilité en les associant par des références. (Marqué depuis août 2018)

Dominique Nouvellet (né en 1942) est un pionnier du capital investissement en France. Il est le fondateur du groupe Siparex, qu’il a dirigé de 1977 à 2009.

## Formation
Dominique Nouvellet est docteur en droit, diplômé de l’Institut d’études politiques et de l’Institut d’administration des entreprises de Lyon. À sa sortie de l’ENA en 1969, il a commencé une carrière de haut fonctionnaire avant de lancer Siparex en 1977[réf. nécessaire].

## Carrière
Haut fonctionnaire, Dominique Nouvellet a été successivement chargé de mission au Contrôle général de la Caisse des dépôts, puis à la Direction du trésor (bureau des banques et des établissements de crédit) et membre suppléant de la commission de contrôle des banques. Il a été ensuite directeur du service des études financières de la Caisse des dépôts.[réf. nécessaire]
Dominique Nouvellet  Il est un des personnes à l’origine de la création de Siparex aux côtés de Jean Montet (président fondateur)  et de Gilles Brac de la Perrière, en 1977.  l’intéressé en a ensuite assumé la conduite jusqu’en 2009, date à laquelle il a quitté la présidence de la société de gestion. Siparex est une des premières entreprises Françaises investisseur en fonds propres dans les ETI (Entreprises de Taille Intermédiaire) et les PME. Il préside Siparex jusqu'à ce que Bertrand Rambaud lui succède en 2009.

## Autres activités
Depuis[Quand ?] sa création en 2005, Dominique Nouvellet est président de l’Association Euromed Capital Forum dont l’objet est de favoriser les échanges entre ETI et PME des deux rives de la Méditerranée et leurs actionnaires financiers[réf. nécessaire]. 
Il a été cofondateur et vice-président de l'Afic (Association Française des Investisseurs en Capital) en 1984 et de l’EVCA (European Venture Capital Association) en 1985, les deux associations professionnelles de ce secteur d’activité en France et au niveau européen[réf. nécessaire].
Il a enseigné à l’Institut d’Études Politiques de Paris et à l’ESSEC de 1970 à 1980[réf. nécessaire].

## Articles publiés
Il a publié plusieurs tribunes sur le financement des PME en France, notamment dans Les Echos et Le Figaro ainsi que dans la Revue d’Économie Financière (2008) où il mettait en évidence les dérives de certains acteurs financiers, nées de la bulle financière et de la bulle morale qui, selon lui, accompagne naturellement mais tragiquement la précédente.
- « Pas trop d’intervention dans les PME, SVP », Les Echos – 27/10/2009
- « Pour éviter le credit crunch », Option Finance - 12/01/2009
- « Les sept péchés capitaux du private equity en période de bulle », Revue d’Économie Financière no 93 – 2008
- « Private Equity, le retour aux sources », Les Echos – 4/10/2006

## Décorations
- Chevalier de la Légion d’Honneur
- Officier de l’Ordre National du Mérite
- Prix de l’Entrepreneur de l’Année (Rhône-Alpes) en 2007
- Grand Prix des Echanges franco-tunisiens en 2008.
- Prix de L'investisseur de l'Année 2004 (Rhône-Alpes), Le Nouvel Economiste